# Józef Andrzej Szwagrzyk
Józef Andrzej Szwagrzyk (ur. 1923, zm. 1986) – polski historyk, numizmatyk.
Autor książek poświęconych numizmatyce, w tym Pieniądz na ziemiach polskich X-XX w. (Wyd. Ossolineum 1973, 1990); obszerna pozycja zawierająca informacje od metod menniczych stosowanych w danym okresie, po siłę nabywczą pieniądza na terenach związanych z Polską.

## Publikacje
- Pieniądz na ziemiach polskich X-XX w; Wrocław [etc.] : Zakład Narodowy im. Ossolińskich; 1973; 1990; ISBN 83-04-01123-9
- Portrety na monetach i banknotach polskich Wrocław : Zakład Narodowy im. Ossolińskich; 1980
- Szerokie grosze praskie na ziemiach polskich 1302-1547; Wrocław : [s.n.]; 1967